# Cornelisparken

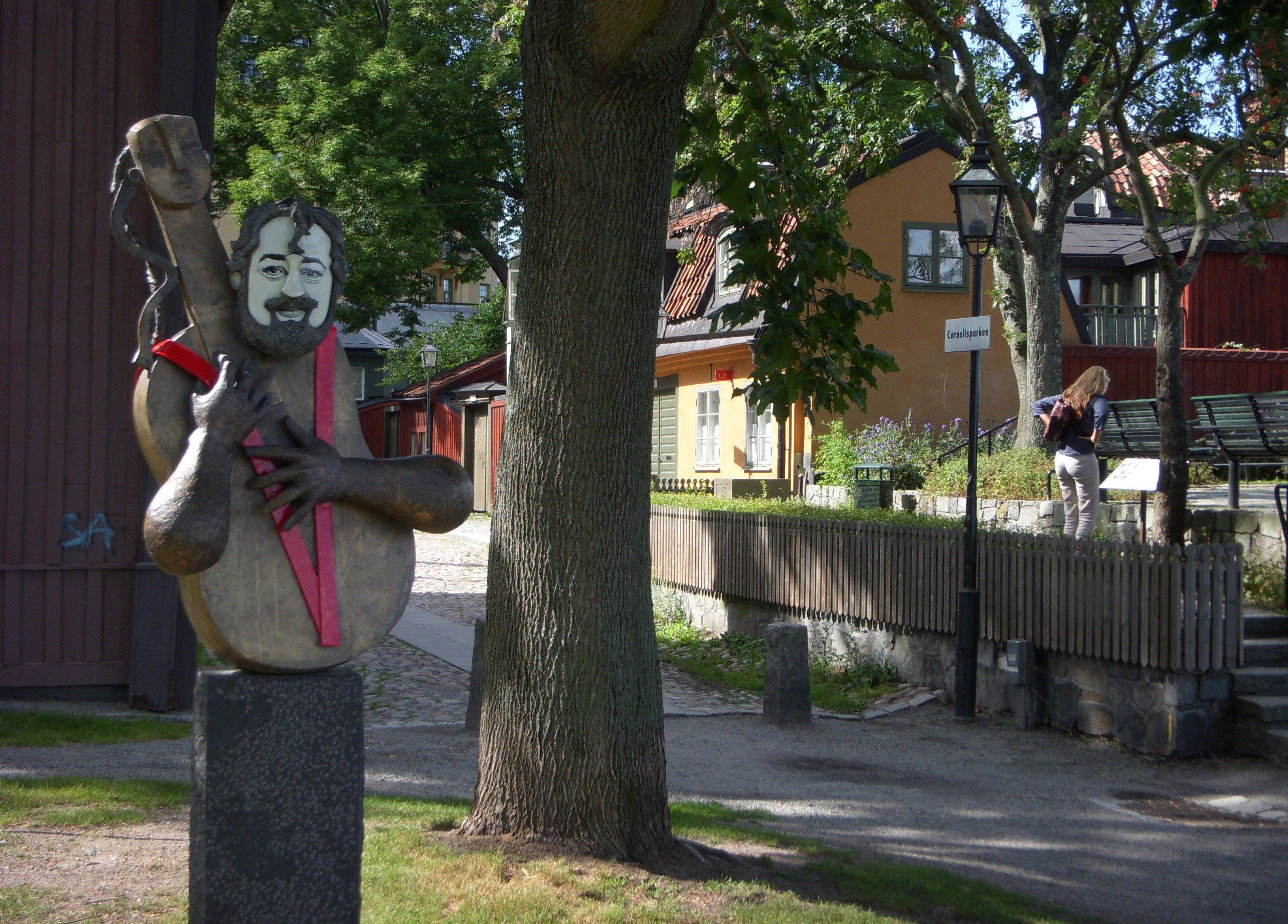
Cornelis Vreeswijk i Cornelisparken.

Cornelisparken är en park i stadsdelen Södermalm i Stockholms innerstad, som ligger vid östra slutet av Mäster Mikaels gata.
Den är tillägnad trubaduren Cornelis Vreeswijk och ligger nära Glasbruksklippan i hörnet av Katarinavägen och Renstiernas gata. Den tillkom efter ett beslut i Stockholms kommunfullmäktige och invigdes den 21 juni 2000. I parken finns sedan 2007 en staty föreställande Vreeswijk av Bitte Jonason Åkerlund.